# Кент Мітчелл
Кент Мітчелл (англ. Kent Mitchell; 29 березня 1939) — американський академічний веслувальник.
Олімпійський чемпіон 1964 року в складі розпашної двійки зі стерновим, бронзовий призер 1960 року в складі розпашної двійки зі стерновим.